# Sword Art Online Alternative: Gun Gale Online
Sword Art Online Alternative: Gun Gale Online (japonsky ソードアート・オンライン オルタナティブ ガンゲイル・オンライン, Sódo Áto Onrain Orutanatibu: Gangeiru Onrain) je japonská série light novel, kterou píše Keiiči Sigsawa a ilustruje Kóhaku Kuroboši. Je spin-offem série Sword Art Online, jejímž autorem je Reki Kawahara. Manga adaptace, kterou kreslí Tadadi Tamori, je vydávána od roku 2015 v časopisu Dengeki maó. Anime seriál byl premiérově vysílán od dubna do června 2018. Jeho produkce se ujalo studio 3Hz. Manga a light novely jsou v Severní Americe vydávány nakladatelstvím Yen Press, anime pak licencovalo Aniplex of America.

## Příběh
V důsledku incidentu, který se odehrál ve virtuální MMORPG hře Sword Art Online – kdy bylo 10 000 hráčů uvězněno v den spuštění hry –, a následném strachu veřejnosti zaznamenaly virtuální hry prudký propad popularity. Virtuální zařízení NerveGear, které se používalo pro spuštění hry SAO, bylo staženo z výroby a zničeno. Se spuštěním nového zařízení AmuSphere, které je nástupcem původního, a uvolněním programového balíčku „Seed“ pod svobodnou licencí průmysl virtuálních her opět oživl.
Univerzitní studentka Karen Kohiruimaki, kolem které se točí příběh série, má komplex kvůli své vysoké výšce. Začne hrát virtuální hru Gun Gale Online, a to ve chvíli, kdy má možnost hrát za krátkého a roztomilého avatara, kterého vždy chtěla.

## Postavy
- Llenn (japonsky レン, Ren) / Karen Kohiruimaki (japonsky 小比類巻 香蓮, Kohiruimaki Karen)

Dabing: Tomori Kusunoki
- Pitohui (japonsky ピトフーイ, Pitofúi) / Eruza Kanzaki (japonsky 神崎 エルザ, Kanzaki Eruza)

Dabing: Jóko Hikasa, Reona (zpěv)
- M (japonsky エム, Emu) / Góši Asógi (japonsky 阿僧祇 豪志, Asógi Góši)

Dabing: Kazujuki Okicu
- Fukaziroh (japonsky フカ次郎, Fukadžiró) / Miju Šinohara (japonsky 篠原 美優, Šinohara Miju)

Dabing: Činacu Akasaki

## Média

### Light novel
Dne 18. září 2014 Dengeki Bunko oznámilo, že Keiiči Sigsawa bude psát novou light novelu, jejíž příběh bude zasazen ve světě light novel Sword Art Online. Jejím autorem je Reki Kawahara, který zároveň dohlíží na tvorbu Gun Gale Online. Ilustrátorem je Kóhaku Kuroboši. Nakladatelství ASCII Media Works vydalo první svazek 10. prosince 2014. K dubnu 2020 bylo v Japonsku vydáno deset svazků.
Americké nakladatelství Yen Press během svého panelu na festivalu Anime NYC, pořádaného 18. listopadu 2017, oznámilo, že licencovalo anglický překlad série.

#### Seznam svazků
| Č. | Název                                                                                    | Datum vydání      | ISBN              |
| -- | ---------------------------------------------------------------------------------------- | ----------------- | ----------------- |
| 1  | Sword Art Online Alternative Gun Gale Online I: Squad Jam                                | 10. prosince 2014 | 978-4-04-869094-2 |
| 2  | Sword Art Online Alternative Gun Gale Online II: 2nd Squad Jam: Start                    | 10. března 2015   | 978-4-04-869095-9 |
| 3  | Sword Art Online Alternative Gun Gale Online III: 2nd Squad Jam: Finish                  | 10. června 2015   | 978-4-04-865190-5 |
| 4  | Sword Art Online Alternative Gun Gale Online IV: 3rd Squad Jam: Betrayers' Choice: Start | 10. března 2016   | 978-4-04-865818-8 |
| 5  | Sword Art Online Alternative Gun Gale Online V: 3rd Squad Jam: Betrayers' Choice: Finish | 9. července 2016  | 978-4-04-892110-7 |
| 6  | Sword Art Online Alternative Gun Gale Online VI: One Summer Day                          | 10. března 2017   | 978-4-04-892745-1 |
| 7  | Sword Art Online Alternative Gun Gale Online VII: 4th Squad Jam: Start                   | 9. června 2018    | 978-4-04-893789-4 |
| 8  | Sword Art Online Alternative Gun Gale Online VIII: 4th Squad Jam: Continue               | 10. srpna 2018    | 978-4-04-893878-5 |
| 9  | Sword Art Online Alternative Gun Gale Online IX: 4th Squad Jam: Finish                   | 7. prosince 2018  | 978-4-04-912093-6 |
| 10 | Sword Art Online Alternative Gun Gale Online X: Five Ordeals                             | 10. dubna 2020    | 978-4-04-913132-1 |

### Manga
Manga adaptace, kterou kreslí Tadadi Tamori, započala serializaci 27. října 2015 v seinen časopisu Dengeki maó, patřícím nakladatelství ASCII Media Works. Americké nakladatelství Yen Press během svého panelu na festivalu Sakura-Con, pořádaného 15. dubna 2017, oznámilo, že licencovalo anglický překlad mangy.

#### Seznam svazků
| Č. | Datum vydání       | ISBN              |
| -- | ------------------ | ----------------- |
| 1  | 8. října 2016      | 978-4-04-892373-6 |
| 2  | 10. listopadu 2017 | 978-4-04-893446-6 |
| 3  | 10. listopadu 2018 | 978-4-04-912180-3 |

### Anime

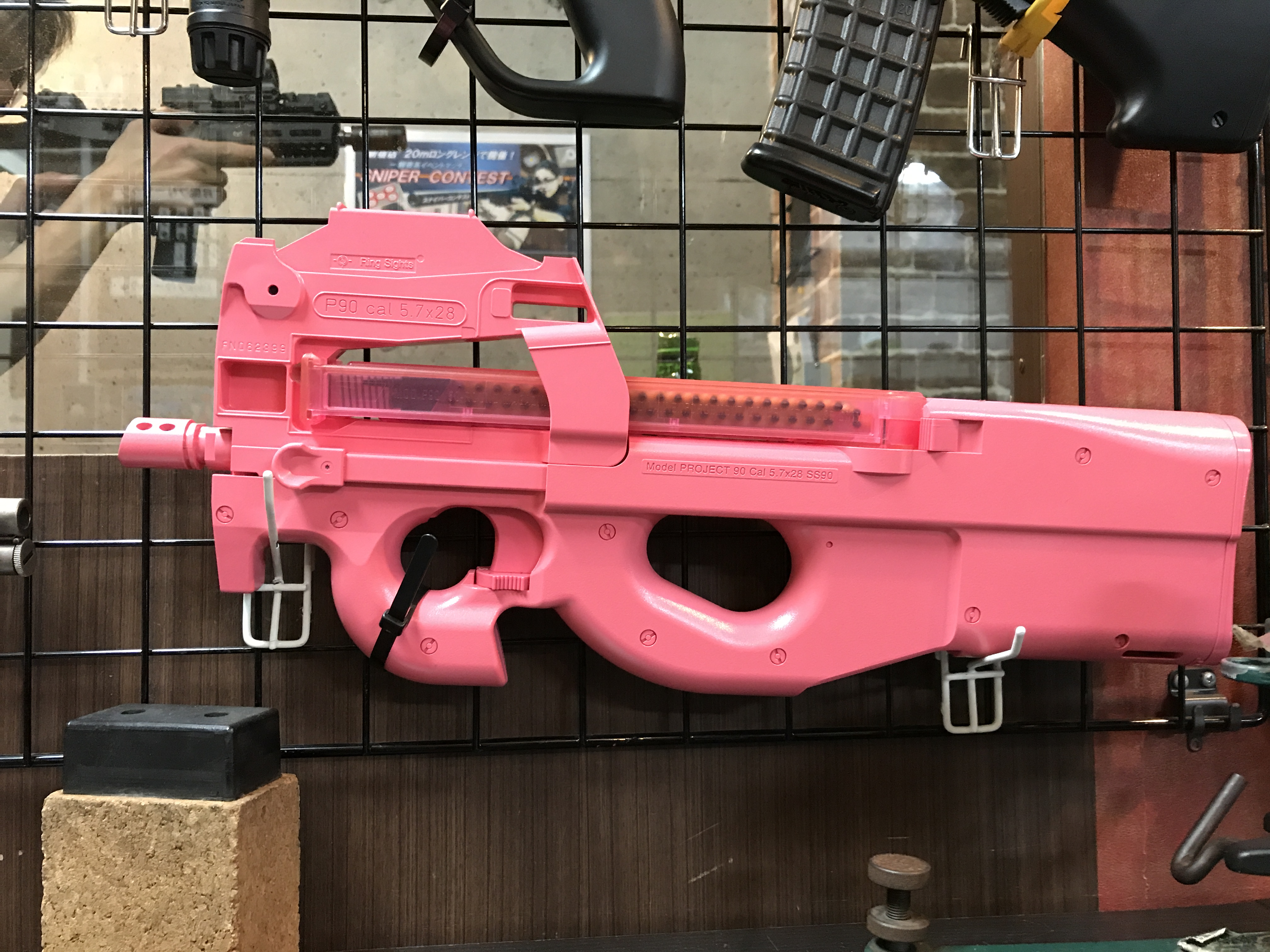
Limitovaná edice zbraně P90 společnosti Tokyo Marui ve formě airsoftové zbraně, která je vystavena v Japonsku v obchodu s airsoftovými zbraněmi.

Dne 1. října 2017 bylo na podzimním festivalu Dengeki Bunko oznámeno, že je ve výrobě anime adaptace, a to ve formě televizního seriálu. Režie seriálu se ujal Masajuki Sakoi a scénáře Jósuke Kuroda. O produkci se stará studio Egg Firm a o animaci 3Hz. Jošio Kosakai je designérem postav. Úvodní znělkou se stala píseň „Rjúsei“ (japonsky 流星) od zpěvačky Eir Aoi. Závěrečnou znělkou, kterou nazpívala japonská dabérka Tomori Kusunoki, je „To see the future“.
Seriál byl premiérově vysílán v Japonsku od 8. dubna do 30. června 2018. Vysílaly jej televizní stanice Tokyo MX, BS11, Točigi TV, Gunma TV, MBS a TV Aiči. Seriál byl vydán na domácím videu. Vzniklo dohromady 6 disků po dvou dílech. Aniplex of America licencoval seriál a souběžně ho vysílal na streamovacích službách Crunchyroll a Hulu. Anime Limited ohlásilo, že získalo práva na distribuci ve Spojeném království a Irsku. Madman Entertainment pak získal distribuční práva v Austrálii a na Novém Zélandu a souběžně vysílal seriál na službě AnimeLab.
Společnost Tokyo Marui vyrobila limitovanou edici zbraně FN P90, aby propagovala anime seriál. Růžovou airsoftovou verzi vyrobila společně s Keiičim Sigsawou a Kódžim Akimotou, kteří pracovali na její barvě. Zbraně se dostaly do veřejné tomboly, která byla pořádána ve spolupráci s japonskou pobočkou řetězce Pizza Hut. Dvěma z nich pak byli oceněni soutěžící.

#### Seznam dílů
| Č. v seriálu                                | Původní název                                        | Režie                                 | Scénář         | Premiéra v Japonsku |
| ------------------------------------------- | ---------------------------------------------------- | ------------------------------------- | -------------- | ------------------- |
| 1                                           | Sukuwaddo Džamu スクワッド・ジャム                   | Takahiro Madžima                      | Jósuke Kuroda  | 8. dubna 2018       |
| 2                                           | GGO                                                  | Hidemi Jamašita                       | Jósuke Kuroda  | 15. dubna 2018      |
| 3                                           | Fan retá ファンレター                                | Takuma Suzuki                         | Jósuke Kuroda  | 22. dubna 2018      |
| 4                                           | Desu gému デスゲーム                                 | Jasuhiro Noda                         | Jósuke Kuroda  | 29. dubna 2018      |
| 5                                           | Rasuto batoru wa wataši ni ラストバトルは私に        | Norihiko Nagahama a Tomohiko Nagahama | Jósuke Kuroda  | 6. května 2018      |
| 5.5                                         | Rufuran ルフラン                                     | —                                     | Keiiči Sigsawa | 13. května 2018     |
| Díl, který rekapituluje prvních pět epizod. |                                                      |                                       |                |                     |
| 6                                           | SAO rúzá SAO失敗者                                   | Tomonori Mine                         | Jósuke Kuroda  | 20. května 2018     |
| 7                                           | Sekando sukuwaddo Džamu セカンド・スクワッド・ジャム | Sumito Sasaki                         | Jósuke Kuroda  | 27. května 2018     |
| 8                                           | Búbí torappu ブービートラップ                        | Takuma Suzuki                         | Jósuke Kuroda  | 3. června 2018      |
| 9                                           | Džuppunkan no ósacu 十分間の鏖殺                     | Kazuma Sató                           | Jósuke Kuroda  | 10. června 2018     |
| 10                                          | Maó fukkacu 魔王復活                                 | Masajuki Iimura                       | Jósuke Kuroda  | 16. června 2018     |
| 11                                          | Ikareta Ren イカれたレン                             | Hidemi Jamašita                       | Jósuke Kuroda  | 23. června 2018     |
| 12                                          | Hakušu 拍手                                          | Masajuki Iimura                       | Jósuke Kuroda  | 30. června 2018     |

## Přijetí
Během první poloviny roku 2015 byla série na 11. místě nejprodávanějších light novel, přičemž první svazek se umístil na 8. a druhý na 17. místě. Čtvrtému svazku se podařilo dostat mezi 25 nejprodávanějších románů, a to během první poloviny roku 2016. Ke květnu 2018 se prodalo více než milion kopií svazků z celé série.